# KinKi Kids Concert 「Memories & Moments」
『KinKi Kids Concert 「Memories & Moments」』(キンキキッズ コンサート 「メモリーズ & モーメンツ」）は、KinKi Kidsの19作目の映像作品、および16作目のライブビデオ。2015年8月26日にジャニーズ・エンタテイメントから発売。
14thアルバム『M album』を携え、2014年12月20日から2015年1月1日に行われたツアー『KinKi Kids Concert ｢Memories & Moments｣』から光一の誕生日である1月1日の東京ドーム公演を収録。

## 仕様・特典
初回限定盤
- 三方背ケース仕様
- 48Pブックレット

通常盤
- 折りポスター

## 収録曲
※全仕様共通内容。約164分収録。

### Disc1
1. OVERTURE
2. 鍵のない箱
3. スワンソング
4. 雨のMelody
5. 愛のかたまり
6. (MC)
7. このまま手をつないで
8. Be with me
9. 恋涙
10. SPEAK LOW
11. キラメキニシス
12. Rocks
13. Secret Code
14. (MC)

### Disc2
1. (MC)
2. INTER
3. Bonnie Butterfly
4. Want You
5. Two of Us
6. せつない恋に気づいて
7. もう君だけは離さない
8. aeon
9. 恋は匂へと散りぬるを
10. HAKKA CANDY
11. 硝子の少年
12. 愛されるより 愛したい
13. 情熱
14. カナシミ ブルー
15. ジェットコースター・ロマンス
16. フラワー
17. ボクの背中には羽根がある
18. 鍵のない箱
19. 僕らの未来

〈ENCORE〉
1. KinKi Kids forever (English version)
2. Rocketman
3. 99%LIBERTY

〈W ENCORE〉
1. Happy Happy Greeting

## チャート成績
DVDが3.0万枚、Blu－rayが3.6万枚を売り上げ、それぞれ総合1位を獲得。音楽DVDとBlu-rayの売上枚数の合算集計による総合ミュージック映像ランキングでも1位となり、主要3部門を制した。